# Ślepowola
Ślepowola (prononciation : [ɕlɛpɔˈvɔla]) est un village polonais de la gmina de Mogielnica dans le powiat de Grójec de la voïvodie de Mazovie dans le centre-est de la Pologne.
Il se situe à environ 4 kilomètres au sud-ouest de Mogielnica (siège de la gmina), 25 km au sud-ouest de Grójec (siège du powiat) et à 65 km au sud de Varsovie (capitale de la Pologne).

## Histoire
De 1975 à 1998, le village appartenait administrativement à la voïvodie de Radom.